# Drehschwingung
Die Drehschwingung oder Torsionsschwingung ist eine in der Technik wichtige mechanische Schwingung. Im Gegensatz zur translatorischen Schwingung erfolgt bei der Drehschwingung eine Schwingung um den rotatorischen Freiheitsgrad eines Systems.

## Allgemeines
Beim Einmassen-Schwinger hängt die sich ergebende Schwingungsdauer (Periode) von der Steifigkeit der Drehfeder und dem Rotations-Trägheitsmoment der angekoppelten Drehmasse ab.
Beim Mehrmassen-Schwinger sind die Drehfedern in der Regel drehmomentübertragende Bauteile wie Wellen oder Kupplungen, zwischen denen sich die Drehträgheiten (z. B. Zahnräder oder Schwungmassen) befinden.

## Erwünschte Drehschwingungen
Erwünscht sind Drehschwingungen in Bereichen, wo sie als Zeitnormal benötigt werden, etwa die schwingende Unruh in mechanischen Uhren.

## Unerwünschte Drehschwingungen
In Fahrzeugen oder Schiffsantrieben mit Verbrennungsmotor werden Drehschwingungen häufig durch die Drehungleichförmigkeit der Kurbelwelle angeregt und müssen daher entsprechend gedämpft werden. Diese Drehschwingungen sind unerwünscht (etwa in mechanischen Antriebssystemen), wo sie die Ursache von Bauteilversagen, störendem Schall oder Vibration sind. Die Berechnung der Drehschwingungseigenschaften (Eigenfrequenzen, Eigenformen) ist daher eine grundlegende Aufgabe bei der Auslegung eines Antriebssystems.
Bei Schienenfahrzeugen wird der Begriff Rollieren verwendet. Rollieren bezeichnet Drehschwingungen der beiden Räder eines Radsatzes gegeneinander, was eine Torsionsschwingung in der Radsatzwelle zur Folge hat. Durch die Drehschwingungen entsteht Verschleiß, der durch einen Rollierschutz verhindert werden kann.

## Dämpfung
Häufig werden dazu Dämpferelemente wie spezielle elastische Kupplungen (z. B. Zweimassenschwungrad) oder zusätzliche Schwungmassen (Schwingungstilger) in den Antriebsstrang eingebunden. Drehschwingungen in eigentlich gleichmäßig laufenden Systemen können mittels Magnetspulen wieder stabilisiert werden, die Schwingungen im Gegentakt aufbringen.